# ランダム化
ランダム化（らんだむか、英: randomization）は、無作為化（むさくいか）とも呼ばれ、何かをランダムにする過程である。さまざまな文脈において、これには次のようなことが含まれる。
- シーケンスのランダム置換（英語版）を生成する（カードをシャッフルする場合など）
- 母集団からランダム標本を選択する（統計的サンプリングで重要）
- 実験単位の処置群または対照群への無作為割付け（英語版）
- 乱数の生成（乱数生成を参照）
- データストリーム（英語版）の変換（通信でスクランブラ（英語版）を使用する場合など）

ランダム化は無計画とは異なる。ランダム過程はむしろ、結果が決定論的なパターンに従わず、確率分布によって記述される展開に従う過程を記述する確率変数のシーケンスである。たとえば、母集団からのランダム標本とは、すべての個体が既知の確率のもとで抽出された標本のことを指す。これは、任意の個体が選択される非確率標本と対照的である。

## 用途
ランダム化は、統計学やギャンブルで利用されている。 

### 統計学
ランダム化は統計理論の中心的な原理であり、その重要性はチャールズ・S・パースによって「Illustrations of the Logic of Science（科学の論理の図解）」（1877-1878）や「A Theory of Probable Inference（確率的推論の理論）」（1883）で強調された。ランダム化に基づく推論は、実験計画や調査サンプリングにおいて特に重要である。オックスフォード英語辞典に掲載されている「ランダム化（randomization）」の最初の用例は、1926年のロナルド・フィッシャーによる使用である。

#### ランダム化実験
実験計画法の統計理論では、ランダム化とは、実験単位を処理群の間にランダムに割り当てることである。たとえば、新薬と標準薬を比較する実験では、患者をランダム化により新薬と標準薬のいずれかの管理に割り当てる必要がある。ランダム化では、実験計画で考慮されていないいわゆる因子（独立変数）を等化することにより、交絡を減らす。

#### 調査サンプリング
調査サンプリングでは、国際統計協会への1922年の報告で、イェジ・ネイマンがそれまでの「代表法」を批判したことを受け、ランダム化を用いている。

#### リサンプリング
統計的推測の重要な方法の中には、観測データからリサンプリングを行うものがある。観測された唯一のデータである元のデータセットをランダム化して、「観測されたかもしれない」データセットの複数の代替バージョンを作成する。これらの代替データセットについて計算された統計量の変動は、元のデータから推定された統計量の不確実性を示す指針となる。

### ギャンブル
ランダム化は、ギャンブルの分野でも広く使われている。ランダム化が不十分だと、熟練したギャンブラーが有利になる可能性があるため、効果的なランダム化について多くの研究がなされてきた。ランダム化の典型的な例はトランプをシャッフルすることである。

## 技術
歴史的には「手動」のランダム化手法（カードをシャッフルする、袋から紙片のくじを引く、ルーレット盤を回すなど）が一般的であったが、現在では自動化された手法が主に用いられている。ランダム標本の選択もランダム置換も、単純な乱数の選択に代えられるため、乱数生成がもっとも一般的に使われており、ハードウェア乱数生成器と擬似乱数生成器の両方が使われている。

### 最適化
ロバスト制御手法の計算負荷を軽減するために、最適化でランダム化が行われる。不確実性パラメータの値の標本をランダムに抽出し、これらの値に対してのみロバスト性が適用される。このアプローチは、ロバスト性の確率的レベルを制御できるようにする厳密な理論の導入によって人気を博している。詳細はシナリオ最適化を参照のこと。 
アルゴリズムによらないランダム化手法には次のものがある。
- ノコギリソウの茎を捌（さば）く（易経で用いる）
- サイコロを投げる
- コインをはじく
- 麦わらを引く
- カードをシャッフルする
- ルーレット盤を回す
- 袋の中から紙片や玉のくじを引く
- 抽選器
- 放射線測定器を用いて原子核崩壊を観察する

## 参照項目
- ランダム・アルゴリズム